# Diocèse de la Haute-Marne
Cet article court présente un sujet plus développé dans : Diocèse de Langres.
Le diocèse de la Haute-Marne est un ancien diocèse de l'Église constitutionnelle en France. Créé par la constitution civile du clergé de 1790, il est supprimé à la suite du concordat de 1801. Il couvrait le département de la Haute-Marne. Le siège épiscopal était Langres.